# Guy II. de Pontailler
Guy II. de Pontailler († 4. Mai 1392) war ein burgundischer Adliger und Militär, Marschall und Gouverneur von Burgund; als Marschall organisierte er die burgundische Armee und nahm an zahlreichen Kämpfen während des Hundertjährigen Kriegs und gegen die Grandes Compagnies teil.

## Leben
Guy II. de Pontailler war der Sohn von Hugues de Pontailler (1382 bezeugt, † vor 2. September 1385), Sire de Talmay, d'Heuilley, de Fénay, de Chevigny, de Saulon, de Villeneuve et de Chailly, und Jeanne d’Arguel († vor 13. Juni 1372), Dame de Champagny, de Morey etc
Herzog Philipp der Kühne reformierte angesichts der Bedrohung durch die Grandes Compagnies das Verteidigungssystem Burgunds, ließ die Städte befestigen und bestimmte loyale Kapitäne für diese Orte. Am 28. Januar 1364 wurde er vom Herzog Philipp zum Marschall des Herzogtums Burgund ernannt. Das Amt war seit 1361 vakant.
Er nahm an einem Feldzug gegen Henri I. de Montfaucon, Graf von Mömpelgard, teil, zu dem er mit 40 Lanzenreiter und 10 Bogenschützen beitrug. Er war oft zwischen Pontailler und Saugey oder Laperrière unterwegs, um die Angehörigen der Compagnien, die sich dort aufhielten, daran zu hindern, die Untertanen des Herzogs anzutasten: er war der einzige, der das Risiko auf sich nahm, mit den Routiers zu verhandeln. Er führte mehrere erfolgreiche Angriffe gegen die Söldner und insbesondere gegen Guillaume Pot, einen ihrer Kapitäne. Bei einem dieser Angriffe nahm er Gefangene, für die er ein Lösegeld in Höhe von 2000 bis 3000 Florin zu erzielen hoffte (der Herzog glich nicht immer die Kosten, die sein Amt mit sich brachten, aus, was bei Guy de Pontailler regelmäßig zu finanziellen Problemen führte, die er auf diese Weise kompensieren wollte). Diese in seinem Hôtel particulier in Dijon untergebrachten Gefangenen wurden jedoch von Hugues Aubriot, dem herzoglichen Vogt der Stadt, beansprucht, der sie dann hängen ließ, ohne Guy de Pontailler zu entschädigen. Das gleiche widerfuhr ihm 1368 oder 1369 erneut, als er den Söldnerführer Jacques Flour mit einigen Banditen gefangen nahm, woraus er ein Lösegeld von 5000 Franc zu erzielen gehofft hatte – die Banditen, die vom Bailli von Autun gesucht wurden, übergab Guy de Pontailler ihm dann aber ohne Gegenleistung. Jacques Flour seinerseits wurde vom Marschall gegen einen burgundischen Ritter ausgetauscht, der sich in englischer Gefangenschaft befand.
1368 ritt Guy II. an der Seite des Herzogs, um den Grandes Compagnies entgegenzutreten, die nach ihrer Niederlage in der Schlacht von Nájera aus Spanien zurückkehrten. Sein Amt verpflichtete ihn auch, die Straßen des von Olivier V. de Clisson bewachten Gebiets zu sichern, einem Mann, der früher vom König angeheuert worden war, sich dann aber den Compagnies zugewandt hatte.
1369 begleitete er den Herzog im Artois, um einen  John of Gaunt, 1. Duke of Lancaster angeführten englischen Vormarsch zu blockieren. In den Jahren 1371 und 1372 nahm er – weiterhin an der Seite des Herzogs von Burgund – aber auch an den Feldzügen des Herzogs von Berry teil, die dieser im Bourbonnais, in Guyenne und der Auvergne führte.
Im November 1379 begleitete er Philipp den Kühnen nach Arras, wo der Herzog eine Vermittlerrolle im Konflikt zwischen Flandern und dem aufständischen Gent einnehmen wollte, die zu einem Krieg zu eskalieren drohte. 1381 ernannte ihn der Herzog zum Gouverneur général des Herzogtums Burgund und der Gebiete, die dieses in der Grafschaft Flandern besaß. 1384, nach dem Waffenstillstand von Leulinghem, ergriff der Herzog militärische Maßnahmen, um die Sicherheit der von Burgund erworbenen Grafschaft zu gewährleisten. Er beauftragte dabei Guy de Pontailler und dessen jüngeren Bruder Jean als „Gouverneure des Landes Flandern“, gemeinsam mit einem engen Berater Ludwig von Males diese Aufgabe zu meistern.
Guy II. de Pontailler starb am 4. Mai 1392.

## Ehen und Familie
Guy II. de Pontailler heiratete in erster Ehe Marguerite de Blaizy († wohl 1367). Ihr Kinder sind:
- Jacques (X 28 September 1396 in der Schlacht von Nikopolis), burgundischer Kammerherr; ⚭ 23. Juli 1391 Alix de Grandson, Tochter von Jacques de Grandson, und Marguerite de Vergy, Dame de Pesmes, Witwe von Richard, Seigneur d’Auxelles
- Jean (X 28 September 1396 in der Schlacht von Nikopolis), 1394 minderjährig
- Guillemette, 1394/1401 bezeugt; ⚭ (1) Auger de Chauvirey; ⚭ (2) Guyot de Aignay; ⚭ (3) Jean, Sire de Rupt, Seigneur de Saint-Rémy († 1439)
- Marguerite, testiert 15. Mai 1391 ; ⚭ Jean III., Seigneur d‘Oiselay
- Marie, 1405 bezeugt, testiert 1412; ⚭ Odot de Ville, Seigneur de La Roche-sur-l‘Ognon

In zweiter Ehe heiratete er vor dem 23. März 1369 Marguerite d’Anglure, 1360/1402 bezeugt, Tochter von Ogier VII. de Saint-Chéron und Marguerite de Conflans, Schwester von Ogier VIII., Sire d’Anglure, Witwe von Jacques de Chauvirey, Seigneur de Bussières-lès-Belmont et de Saulx. Aus dieser Ehe bekam er seinen Erben:
- Guy III. de Pontailler, genannt Guyard (~ 1375; † 1436), Sire de Talmay, Seigneur d’Heuilley etc., 1433 Ritter der Ordens vom Goldenen Vlies; ⚭ (1) 17. Mai 1402 Claude de Bourbon, Dame de Saint-Leger et de Foucheret, testiert 2. Oktober 1429, Tochter von Girard de Bourbon, Seigneur de Montperroux, und Béatrix de Raguet. ⚭ (2)  Marguerite de Cusance, Dame de Flagy († nach 1344)

Zudem hatte er einen unehelichen Sohn, Guillaume, der 1391–1414 bezeugt ist.